# Bolívia nos Jogos Olímpicos de Verão de 2024
Bolívia participou dos Jogos Olímpicos de Verão de 2024, realizados em Paris, na França. Foi a 16.ª aparição do país nos Jogos Olímpicos de Verão desde a estreia na Berlim 1936.
Foi representado por quatro atletas que competiram no atletismo e natação, mas nenhum conquistou medalhas.

## Competidores
Esta foi a participação por modalidade nesta edição:
| Esporte   | Masculino | Feminino | Total |
| --------- | --------- | -------- | ----- |
| Atletismo | 1         | 1        | 2     |
| Natação   | 1         | 1        | 2     |
| Total     | 2         | 2        | 4     |

## Desempenho

### Atletismo
- Q = Qualificado para a próxima fase
- q = Qualificado para a próxima fase como o perdedor mais rápido ou, em eventos de campo, pela posição sem atingir o alvo para qualificação
- N/A = Fase não aplicável para o evento
- Bye = Atleta não precisou disputar aquela fase

Feminino
Eventos de estrada
| Atleta         | Evento   | Final   | Final | Ref.  |
| Atleta         | Evento   | Tempo   | Pos.  | Ref.  |
| -------------- | -------- | ------- | ----- | ----- |
| Héctor Garibay | Maratona | 2:15:54 | 60    | [ 5 ] |

Feminino
Eventos de pista
| Atleta           | Evento | Preliminar | Preliminar | Baterias | Baterias | Semifinal   | Semifinal   | Final       | Final       | Ref.  |
| Atleta           | Evento | Tempo      | Pos.       | Tempo    | Pos.     | Tempo       | Pos.        | Tempo       | Pos.        | Ref.  |
| ---------------- | ------ | ---------- | ---------- | -------- | -------- | ----------- | ----------- | ----------- | ----------- | ----- |
| Guadalupe Torrez | 100 m  | 11.60      | 3 Q        | 11.68    | 8        | Não avançou | Não avançou | Não avançou | Não avançou | [ 6 ] |

### Natação
Masculino
| Atleta                  | Evento       | Eliminatórias | Eliminatórias | Semifinal   | Semifinal   | Final       | Final       | Ref.  |
| Atleta                  | Evento       | Tempo         | Pos.          | Tempo       | Pos.        | Tempo       | Pos.        | Ref.  |
| ----------------------- | ------------ | ------------- | ------------- | ----------- | ----------- | ----------- | ----------- | ----- |
| Esteban Núñez del Prado | 200 m medley | 2:08.10       | 23            | Não avançou | Não avançou | Não avançou | Não avançou | [ 7 ] |

Feminino
| Atleta            | Evento     | Eliminatórias | Eliminatórias | Semifinal   | Semifinal   | Final       | Final       | Ref.  |
| Atleta            | Evento     | Tempo         | Pos.          | Tempo       | Pos.        | Tempo       | Pos.        | Ref.  |
| ----------------- | ---------- | ------------- | ------------- | ----------- | ----------- | ----------- | ----------- | ----- |
| María José Ribera | 50 m livre | 26.07         | 28            | Não avançou | Não avançou | Não avançou | Não avançou | [ 8 ] |